# Yuki Kato
Yuki Anggraini Kato, född 2 april 1995 i Malang, Jawa Timur, är en indonesisk skådespelerska.
Kato blev känd efter att ha huvudrollen i såpoperan "Primater Beautiful" produktion Serbien med två av förekomsten av en sådan, Irshadi Bagas och Esa sigit. Förutom att vara huvudpersonen i såpoperan serien hjärta och My Love, Yuki som gillar cykling och läser den här boken spelar också med Raffi Ahmad och Laudya Chintya Bella i Hus Arietta  roll som syster Raffi Ahmad.
Förutom stor talang i skådespeleri Yuki också aldrig visade potentialen i området för att sjunga när hon framförde en duett med låten My Heart OST Irshadi Bagas i mitt hjärta Efterfråga Visa på SCTV. Och Yuki tillbaka 2010 huvudrollen i filmen, med titeln Arti Sahabat. I denna TV-serie rollen som Maya och Yuki motståndare, Steven William roll som Yudha.

## Filmografi (i urval)
| År   | Titel             | Roll  | Övrigt |
| ---- | ----------------- | ----- | ------ |
| 2008 | Basah...          |       |        |
| 2013 | Operation Wedding | Windi |        |